# دوري جزر كوك لكرة القدم 1987
دوري جزر كوك لكرة القدم 1987 (بالإنجليزية: 1987 Cook Islands Round Cup)‏ هو موسم من دوري جزر كوك لكرة القدم. فاز فيه Puaikura F.C. ‏.